# Cyclophora punctata
Cyclophora punctata är en fjärilsart som beskrevs av Herrich-Schäffer 1840. Cyclophora punctata ingår i släktet Cyclophora och familjen mätare. Inga underarter finns listade i Catalogue of Life.